# 十四張駅
十四張駅（シースーチャンえき、じゅうしちょうえき）は、台湾新北市新店区にある台北捷運および新北捷運の駅。

## 歴史

### MRT
- 2019年12月 - 環状線開業予定[1]。
- 2020年
  - 1月19日 - 時間帯限定で無料試乗開始[2]
  - 1月31日 - 開業（10時当駅で式典、14時運行開始、2月末までは無料）[3][4]。
- 2023年
  - 1月30日、台北捷運公司が請け負っていた環状線西環段の運営委託契約が満了し、翌日付で資産は新北市側に移転（2期延伸時に改めて全区間の運営権がどちらかに一本化されるまでの暫定処置）したが[5]、本路線の移管には交通部の承認が必要なため、実際の移管完了にはさらに半年程度を要することとなった[6]。
  - 5月23日、環状線西環段の運営権について、台北捷運公司から新北捷運公司への移管作業が正式に完了し、交通部の承認も下った[7]。

### LRT
- 2023年2月10日 - 安坑軽軌開業[8][9]。

## 駅構造
環状線は相対式ホーム2面2線の高架駅(p8-21)。ホーム以外に設定される駅空間のテーマカラーは「■大地緑衣（緑、Pantone358C）」(p91)。新北捷運は頭端式ホーム1面2線の高架駅(p8-4)。

### 駅階層

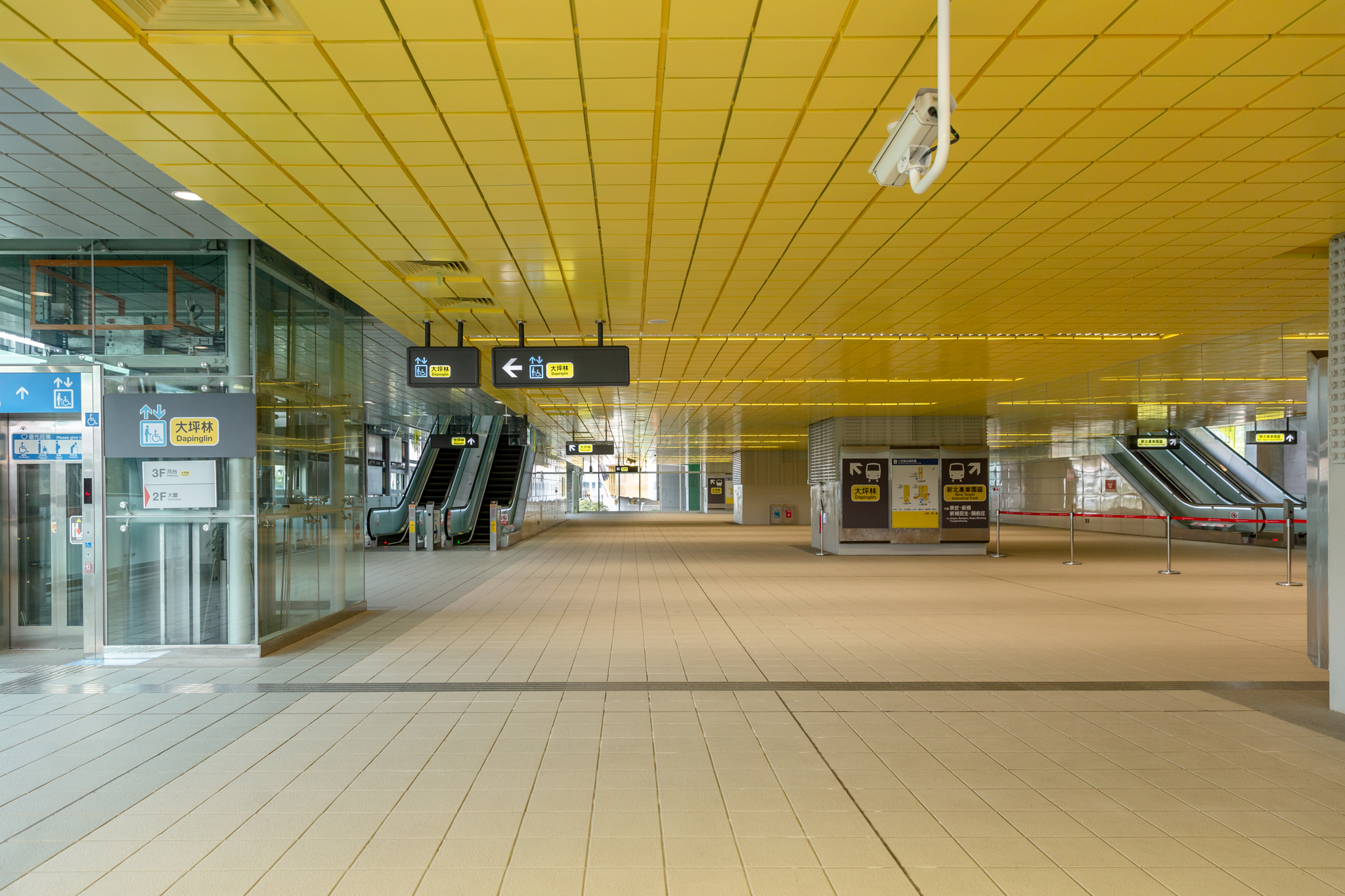
環状線コンコース

| 地上 三階    |                              |                                             |                                             |                              |
| 北捷ホーム層 | 相対式ホーム右側のドアが開く | 相対式ホーム右側のドアが開く                | 相対式ホーム右側のドアが開く                | 相対式ホーム右側のドアが開く |
| 北捷ホーム層 | 1番線                        | ← 環状線 板橋・新北産業園区方面（秀朗橋駅） | ← 環状線 板橋・新北産業園区方面（秀朗橋駅） |                              |
| 北捷ホーム層 | 2番線                        | → 環状線 大坪林方面（大坪林駅）→            | → 環状線 大坪林方面（大坪林駅）→            |                              |
| 北捷ホーム層 | 相対式ホーム右側のドアが開く |                                             |                                             |                              |

| 地上 二階                       |                                                            |                                                            |                                                            |
| コンコース層                    | コンコース、窓口、自動券売機、改札口、売店、便所、乗換通路 | コンコース、窓口、自動券売機、改札口、売店、便所、乗換通路 | コンコース、窓口、自動券売機、改札口、売店、便所、乗換通路 |
| LRTホーム層 および コンコース層 |                                                            | ←安坑軽軌 雙城方面（新和国小駅）                           | 新北捷運改札、コンコース                                   |
| LRTホーム層 および コンコース層 | 頭端式ホーム（左右のドアが開く）                           |                                                            | 新北捷運改札、コンコース                                   |
| LRTホーム層 および コンコース層 | ←安坑軽軌 雙城方面（新和国小駅）                           |                                                            | 新北捷運改札、コンコース                                   |

| 地上 |        |        |
| 出口 | 出入口 | 出入口 |

### 駅出口
- 出口1：民権路

## 利用状況
| 年   | 年間    | 年間    | 年間     | 年間   | 1日平均 | 1日平均 |
| 年   | 乗車    | 下車    | 乗降車計 | 出典   | 乗車    | 乗降車  |
| ---- | ------- | ------- | -------- | ------ | ------- | ------- |
| 2020 | 315,267 | 291,623 | 606,890  | [ 13 ] | 906     | 1,744   |
| 2021 | 369,641 | 329,188 | 698,829  | [ 13 ] | 1,013   | 1,915   |
| 2022 | 455,146 | 409,245 | 864,391  | [ 13 ] | 1,247   | 2,368   |

## 駅周辺
周辺は乾隆年代に建てられた18世紀清朝時代の聚落が多く存在していたが、捷運駅および機廠の建設によりほとんどが消失した。
- YouBike（新北市公共自転車（中国語版））捷運十四張駅[15]
- 台北捷運南機廠（中国語版）
- 十四張斯馨祠（中国語版）
- 遠東工業区
- 花旗銀行（シティバンク）新店支店
- 私立荘敬高級工業家事職業学校（中国語版）
- 矽谷温泉会館
- 白色テロ景美紀念園区（中国語版）
- 仏教慈済総合医院台北分院

## 隣の駅
新北捷運
 環状線
大坪林駅 Y07 - 十四張駅 Y08 - 秀朗橋駅 Y09
 安坑軽軌
新和国小駅 K8 - 十四張駅 K9

### 註釈
1. ↑  平均は1/19からの348日で算出